# Utah Film Critics Association
Lo Utah Film Critics Association (UFCA) è un'associazione americana di critici cinematografici, con sede nello Utah. Fondata nel 2005, assegna annualmente gli Utah Film Critics Association Awards ("UFCA Awards").

## Categorie di premi
- Miglior film
- Miglior regista
- Miglior attore
- Migliore attrice
- Miglior attore non protagonista
- Miglior attrice non protagonista
- Miglior sceneggiatura
- Miglior film in lingua straniera
- Miglior film d'animazione
- Miglior film documentario